# Hidamari sketch
Hidamari sketch (ひだまりスケッチ?, Hidamari sukecchi) è un manga seinen comico scritto e disegnato da Ume Aoki, serializzato sulla rivista Manga Time Kirara Carat di Hōbunsha a partire dal 28 febbraio 2004. La casa editrice ha successivamente raccolto i capitoli della serie in volumi tankōbon a partire dal 27 ottobre 2005. La serie è incentrata su un gruppo di ragazze che vivono nello stesso complesso di appartamenti e frequentano una scuola superiore ad indirizzo artistico.
Un adattamento ad anime ispirato al fumetto originale e prodotto dallo studio Shaft è stato trasmesso in Giappone su BS-i a partire dal 2007. Una seconda stagione, intitolata Hidamari Sketch × 365, è stata trasmessa nel 2008 e un episodio OAV legato a tale anime è stato distribuito nel marzo 2009. Una terza stagione intitolata Hidamari Sketch x Hoshimittsu è andata in onda da gennaio a marzo del 2010, seguita da due episodi speciali trasmessi nell'ottobre dello stesso anno. Altri due episodi speciali, intitolati Hidamari Sketch x SP, sono andati in onda tra ottobre e novembre 2011. Una quarta stagione dell'anime, Hidamari Sketch x Honeycomb è andata in onda tra ottobre e dicembre del 2012, seguita da due episodi OAV pubblicati per il mercato home video nel novembre 2013.

## Trama
La storia è incentrata su una ragazza chiamata Yuno che finalmente riesce ad entrare nella scuola di Yamabuki. La ragazza per frequentarla vive in un piccolo appartamento in una costruzione che viene chiamata Hidamari, che si trova vicino alla scuola. Una volta che inizia a frequentare la scuola fa amicizia con diversi compagni. La serie continua senza un'idea precisa ma mostra semplicemente la vita giornaliera dei vari studenti.

## Personaggi
Yuno (ゆの?)
Doppiata da: Kana Asumi
Yuno, chiamata a volte "Yunocchi" da Miyako, è la giovane protagonista della storia, e stringe amicizia con le sue vicine Miyako, Hiro, e Sae. La ragazza sogna di diventare una grande artista in futuro.
Miyako (宮子?)
Doppiata da: Kaori Mizuhashi
Miyako è la migliore amica di Yuno, oltre che sua compagna di classe e vicina di casa. Lei è sempre attiva e cerca di divertirsi con i suoi amici, a differenza delle altre ragazze è la più povera del gruppo.
Hiro (ヒロ?)
Doppiata da: Yūko Gotō
Più anziana anche se soltanto di un anno di Yuno e Miyako, viene definita la senpai del gruppo, è una vecchia amica di Sae.

## Media

### Manga
Il manga yonkoma Hidamari Sketch è scritto e disegnato da Ume Aoki è stato serializzato per la prima volta sulla rivista di manga per un pubblico seinen Manga Time Kirara Carat il 28 febbraio 2004, pubblicata da Hōbunsha. Al 27 marzo 2020 dieci volumi tankōbon del manga sono stati pubblicati in Giappone da Hōbunsha sotto la sua etichetta per manga Time KR Comics. Il secondo volume è stato pubblicato in edizione regolare e in edizione limitata con incluso un calendario.
Il manga è pubblicato in lingua inglese da Yen Press con il titolo Sunshine Sketch, e i primi dieci volumi sono stati pubblicati entro ottobre 2021.

#### Volumi
| Nº | Data di prima pubblicazione | Data di prima pubblicazione                                         | Data di prima pubblicazione |
| Nº | Giapponese                  | Giapponese                                                          |                             |
| -- | --------------------------- | ------------------------------------------------------------------- | --------------------------- |
| 1  | 27 ottobre 2005             | ISBN 4-8322-7549-6                                                  |                             |
| 2  | 27 dicembre 2006            | ISBN 4-8322-7607-7 (ed. regolare) ISBN 4-8322-7606-9 (ed. limitata) |                             |
| 3  | 27 febbraio 2008            | ISBN 978-4-8322-7681-9                                              |                             |
| 4  | 25 dicembre 2008            | ISBN 978-4-8322-7762-5                                              |                             |
| 5  | 27 marzo 2010               | ISBN 978-4-8322-7897-4                                              |                             |
| 6  | 27 agosto 2011              | ISBN 978-4-8322-4057-5                                              |                             |
| 7  | 19 dicembre 2012            | ISBN 978-4-8322-4240-1                                              |                             |
| 8  | 27 febbraio 2015            | ISBN 978-4-8322-4529-7                                              |                             |
| 9  | 26 novembre 2016            | ISBN 978-4-8322-4769-7                                              |                             |
| 10 | 27 marzo 2020               | ISBN 978-4-8322-7178-4                                              |                             |

### Anime
La prima stagione di Hidamari sketch è stata prodotta dallo studio Shaft sotto la direzione di Akiyuki Shinbō e Ryōki Kamitsubo. Yoshiaki Ito è stato il character designer, il quale si è basato sui modelli originali di Ume Aoki, l'autore del manga originale, e la sceneggiatura è stata scritta da Nahoko Hasegawa. La colonna sonora è stata curata dall'etichetta Lantis che è stata diretta da Toshiki Kameyama. La serie presenta un totale di dodici episodi, andati in onda in Giappone dall'11 gennaio al 29 marzo 2007 su BS-i. Due episodi speciali sono stati trasmessi consecutivamente sulla stessa rete il 18 ottobre 2007. La sigla d'apertura è Sketch Switch (スケッチスイッチ?, Suketchi Suitchi) di Kana Asumi, Kaori Mizuhashi, Ryoko Shintani e Yūko Gotō mentre quella di chiusura è Mebae Drive (芽生えドライブ?, Mebae Doraibu) di Marble.
Una seconda stagione intitolata Hidamari sketch × 365 è stata diretta da Akiyuki Shinbō, prodotta da Shaft e sono stati trasmessi i tredici episodi in Giappone tra il 3 luglio ed il 25 settembre 2008 su BS-i. Un OAV è stato incluso nel settimo ed ultimo DVD pubblicato il 25 marzo 2009. Due episodi aggiuntivi sono andati in onda sulla stessa rete rispettivamente il 17 ed il 24 ottobre 2009. Mentre il character designer ed il direttore della musica non furono cambiati, Nahoko Hasegawa venne affiancato da Natsue Yoguchi alla sceneggiatura. La sigla d'apertura è Hatena de wasshoi (でわっしょい?) di Kana Asumi, Kaori Mizuhashi, Ryoko Shintani e Yūko Gotō mentre quella di chiusura è Ryūsei Record (流星レコード?, Ryūsei Rekōdo) di Marble.
Una terza stagione dal titolo Hidamari sketch × Hoshimittsu è stata diretta da Akiyuki Shinbō e Ken'ichi Ishikura e prodotta sempre da Shaft. È andata in onda in Giappone per un totale di dodici episodi tra l'8 gennaio ed il 26 marzo 2010 sempre su BS-i. La sigla d'apertura è Dekiru Kanatte Hoshimittsu (できるかなって☆☆☆?) di Kana Asumi, Kaori Mizuhashi, Ryoko Shintani e Yūko Gotō mentre quella di chiusura è Sakura Sakura Saku: Ano hi kimi o matsu, sora to onaji de (さくらさくら咲く ～あの日君を待つ 空と同じで～?) di Kana Asumi, Kaori Mizuhashi, Ryoko Shintani e Yūko Gotō. Due episodi aggiuntivi sono stati poi mandati in onda il 23 ed il 30 ottobre successivi. 
Una miniserie di due episodi, Hidamari sketch x SP, è stata trasmessa il 29 ottobre ed il 5 novembre 2011. La sigla d'apertura è Kimagure, Jan Ken Pon! (気まぐれ、じゃんけんポンっ!?) è Kana Asumi, Kaori Mizuhashi, Ryoko Shintani e Yūko Gotō mentre quella di chiusura è Nora di Marble. Una quarta stagione dell'anime, Hidamari sketch x Honeycomb, è andata in onda dal 5 ottobre al 21 dicembre 2012. La sigla d'apertura è Open Canvas (おーぷん☆きゃんばす?, Ōpun Kyanbasu) di Kana Asumi, Kaori Mizuhashi, Ryoko Shintani, Yūko Gotō, Chiaki Omigawa e Hitomi Harada mentre quella di chiusura è Yume gumo (夢ぐも?) di Marble. Un OAV, Hidamari sketch: Sae & Hiro's Graduation Arc, è stato pubblicato in Blu-ray Disc e DVD il 27 novembre 2013.

#### Episodi

##### Hidamari sketch
| Nº | Giapponese 「Kanji」 - Rōmaji                                                  | In onda          | In onda |
| Nº | Giapponese 「Kanji」 - Rōmaji                                                  | Giapponese       |         |
| 1  | 「1月11日 冬のコラージュ」 - Ichi-gatsu Jū-ichi-nichi: Fuyu no korāju          | 11 gennaio 2007  |         |
| 2  | 「8月21日 ニッポンの夏」 - Hachi-gatsu ni-jū-ichi-nichi: Nippon no natsu       | 18 gennaio 2007  |         |
| 3  | 「6月17日 またはインド人」 - Roku-gatsu jū-shichi-nichi: Mata wa indo-jin      | 25 gennaio 2007  |         |
| 4  | 「5月18日 歌うショートケーキ」 - Go-gatsu jū-hachi-nichi: Utau shōto kēki      | 1º febbraio 2007 |         |
| 5  | 「2月13日 こころとからだ」 - Ni-gatsu jū-san-nichi: Kokoro to karada           | 8 febbraio 2007  |         |
| 6  | 「7月14日 ひんやり·まったり」 - Shichi-gatsu jū-yokka: Hinyari mattari         | 15 febbraio 2007 |         |
| 7  | 「10月12日 嵐ノ乾燥剤」 - Jū-gatsu jū-ni-nichi: Arashi no kansōzai             | 22 febbraio 2007 |         |
| 8  | 「3月13日 3%の希望」 - San-gatsu jū-san-nichi san-pāsento no Kibō              | 1º marzo 2007    |         |
| 9  | 「9月4日 裏新宿の狼」 - Ku-gatsu yokka ura-Shinjuku no ōkami                   | 8 marzo 2007     |         |
| 10 | 「11月3日 ゆのさま」 - Jū-ichi-gatsu mikka Yuno-sama                           | 15 marzo 2007    |         |
| 11 | 「4月28日 まーるキャベツ」 - Shi-gatsu ni-jū-hachi-nichi māru kyabetsu         | 22 marzo 2007    |         |
| 12 | 「12月25日 サヨナラうめ先生」 - Jū-ni-gatsu ni-jū-go-nichi sayonara Ume-sensei | 29 marzo 2007    |         |

##### Hidamari sketch (special)
| Nº | Giapponese 「Kanji」 - Rōmaji                                                                | In onda          | In onda |
| Nº | Giapponese 「Kanji」 - Rōmaji                                                                | Giapponese       |         |
| 1  | 「8月11日 そして元の位置に戻す」 - Hachi-gatsu jū-ichi-nichi soshite moto no ichi ni modosu  | 18 ottobre 2007  |         |
| 2  | 「11月27日 そこに愛はあるのか?」 - Jū-ichi-gatsu ni-jū-shichi-nichi soko ni ai wa aru no ka? | 18 ottobre 2007  |         |
| 3  | 「8月26日 超ひだまつり」 - Hachi-gatsu ni-jū-rokku-nichi chō Hidamatsuri                     | 12 dicembre 2007 |         |

##### Hidamari sketch × 365
| Nº  | Giapponese 「Kanji」 - Rōmaji | In onda           | In onda |
| Nº  | Giapponese 「Kanji」 - Rōmaji | Giapponese        |         |
| 1   | 「はじめまして! うめてんてー」 - Hajimemashite! Umetentē                                                                                                   | 3 luglio 2008     |         |
| 2   | 「2月6日 サクラサクラ」 - Ni-gatsu muika sakurasakura | 10 luglio 2008    |         |
| 3   | 「5月27日 狛モンスター」 - Go-gatsu ni-jū-shichi-nichi Koma monsutā                                                                                        | 17 luglio 2008    |         |
| 4   | 「3月16から23日 まろやかツナ風味」 - San-gatsu jū-roku kara ni-jū-san-nichi maroyaka tsuna fūmi「10月31日 ガガガガ」 - Jū-gatsu san-jū-ichi-nichi gagagaga | 24 luglio 2008    |         |
| 5   | 「3月25日 おめちか」 - San-gatsu ni-jū-go-nichi Omechika                                                                                                   | 31 luglio 2008    |         |
| 6   | 「7月30日 さえ太」 - Shichi-gatsu san-jū-nichi Saeta「11月11日 ヒロえもん」 - Jū-ichi-gatsu jū-ichi-nichi Hiroemon                                         | 7 agosto 2008     |         |
| 7   | 「4月7日 入学式と歓迎会」 - Shi-gatsu nanoka nyūgakushiki to kangeikai                                                                                     | 14 agosto 2008    |         |
| 8   | 「10月13日 お山の大将」 - Jū-gatsu jū-san-nichi oyama no taishō                                                                                            | 21 agosto 2008    |         |
| 9   | 「8月5日 ナツヤスメナーイ」 - Hachi-gatsu itsuka natsuyasume nāi「12月3日 裏新宿の狼 Part II」 - Jūni-gatsu mikka ura-Shinjuku no ōkami pāto tō            | 28 agosto 2008    |         |
| 10  | 「6月8日 まーるニンジン」 - Roku-gatsu yōka māru ninjin | 4 settembre 2008  |         |
| 11  | 「9月28日 パンツの怪」 - Ku-gatsu ni-jū-hachi-nichi pantsu no kai                                                                                          | 11 settembre 2008 |         |
| 12  | 「7月7日 見ちゃダメ」 - Shichi-gatsu nanoka micha dame「7月8日 四人」 - Shichi-gatsu Yōka Yonin                                                            | 18 settembre 2008 |         |
| 13  | 「1月10日 おかえり うめ先生」 - Ichi-gatsu tōka okaeri Ume sensei                                                                                          | 25 settembre 2008 |         |
| OAV | 「2月24日 ポラロイドン」「2月25日 忘れてないよ」 | 25 marzo 2009     |         |

##### Hidamari sketch × 365 (special)
| Nº | Giapponese 「Kanji」 - Rōmaji                                                                                               | In onda         | In onda |
| Nº | Giapponese 「Kanji」 - Rōmaji                                                                                               | Giapponese      |         |
| 1  | 「2月10日 どこでも自転車」 - Ni-gatsu tōka dokodemo jitensha「2月11日 うさぎとかめ」 - Ni-gatsu jū-ichi-nichi usagi to kame | 17 ottobre 2009 |         |
| 2  | 「6月6日 赤い糸」 - Roku-gatsu muika akai ito「6月7日 イミシン」 - Roku-gatsu nanoka imishin                                | 24 ottobre 2009 |         |

##### Hidamari sketch × Hoshimittsu
| Nº | Giapponese 「Kanji」 - Rōmaji | In onda          | In onda |
| Nº | Giapponese 「Kanji」 - Rōmaji | Giapponese       |         |
| 1  | 「2月27日～3月4日 真っ赤点」 - Ni-gatsu ni-jū-shichi-nichi ～ san-gatsu yokka makka ten「4月3日 ようこそ ひだまり荘へ」 - Shi-gatsu mikka yōkoso hidamari-sō e                               | 8 gennaio 2010   |         |
| 2  | 「4月6日～7日 イエスノー」 - Shi-gatsu muika ～ nanoka iesu nō「7月19日 オリーブ」 - Shichi-gatsu jū-ku-nichi orību                                                                          | 15 gennaio 2010  |         |
| 3  | 「4月8日～9日 決断」 - Shi-gatsu yōka ～ kokonoka ketsudan「12月10日 カップ小さいですから」 - Jū-ni-gatsu tōka kappu chiisai desu kara                                                       | 22 gennaio 2010  |         |
| 4  | 「4月15日 日当たりの良好」 - Shi-gatsu jū-go-nichi hiatari no ryōkō | 29 gennaio 2010  |         |
| 5  | 「4月20日 オンナノコのきもち」 - Shi-gatsu hatsuka onna no ko no kimochi「1月31日 まっすぐな言葉」 - Ichi-gatsu san-jū-ichi-nichi massugu na kotoba                                          | 5 febbraio 2010  |         |
| 6  | 「10月15日 空の高さも木立の影も」 - Jū-gatsu jū-go-nichi sora no takasa mo kodachi no kage mo「4月26日～27日 恋愛上級者」 - Shi-gatsu ni-jū-roku-nichi ～ ni-jū-shichi-nichi ren'ai jōkyūsha | 12 febbraio 2010 |         |
| 7  | 「5月3日～4日 7等分の日」 - Go-gatsu mikka ～ yokka nana-tōbun no hi | 19 febbraio 2010 |         |
| 8  | 「5月13日～14日 ゆのクラブ」 - Go-gatsu jū-san-nichi ～ jū-yokka Yuno kurabu「9月26日～27日 やっぱりナスが好き」 - Ku-gatsu ni-jū-roku-nichi ～ ni-jū-shichi-nichi yappari nasu ga suki      | 26 febbraio 2010 |         |
| 9  | 「11月22日 三年生と一年生」 - Jū-ichi-gatsu ni-jū-ni-nichi sannensei to ichinensei「5月21日 泣く女」 - Go-gatsu ni-jū-ichi-nichi naku onna                                                   | 5 marzo 2010     |         |
| 10 | 「5月28日～6月2日 ひだまりパレット」 - Go-gatsu ni-jū-hachi-nichi ～ roku-gatsu futsuka hidamari paretto                                                                                     | 12 marzo 2010    |         |
| 11 | 「6月5日 マッチ棒の謎」 - Roku-gatsu itsuka macchibō no nazo「2月16日 48.5cm」 - Ni-gatsu jū-roku-nichi yon-jū-hatten-go senchi                                                              | 19 marzo 2010    |         |
| 12 | 「7月12日 みつぼし×リコピン」 - Shichi-gatsu jū-ni-nichi mitsuboshi × rikopin | 26 marzo 2010    |         |

##### Hidamari sketch × Hoshimittsu (special)
| Nº | Giapponese 「Kanji」 - Rōmaji | In onda         | In onda |
| Nº | Giapponese 「Kanji」 - Rōmaji | Giapponese      |         |
| 1  | 「6月11日 ファミレスわっしょい!」 - Roku-gatsu jū-ichi-nichi: Famiresu wasshoi!「4月7日～17日 なつめ...」 - Shi-gatsu nanoka ～ jū-shichi-nichi: Natsume... | 23 ottobre 2010 |         |
| 2  | 「6月23日～25日 帰っちゃった」 - Roku-gatsu ni-jū-san-nichi ～ ni-jū-go-nichi: Kaecchatta「7月30日 バベキュ」 - Shichi-gatsu san-jū-nichi: Babekyu          | 30 ottobre 2010 |         |

##### Hidamari sketch × SP
| Nº | Giapponese 「Kanji」 - Rōmaji | In onda         | In onda |
| Nº | Giapponese 「Kanji」 - Rōmaji | Giapponese      |         |
| 1  | 「7月15日 感じるままに」 - Shichi-gatsu jū-go-nichi: Kanjiru mama ni「8月28日 プカリ」 - Hachi-gatsu ni-jū-hachi-nichi: Pukari                   | 29 ottobre 2011 |         |
| 2  | 「5月 9日 ザブザブザザー!!」 - Go-gatsu kokonoka: Zabuzabuzazā!!「5月 25日 らっしゃい! 肉の里」 - Go-gatsu ni-jū-go-nichi: Rasshai! Niku no sato | 5 novembre 2011 |         |

##### Hidamari sketch × Honeycomb
| Nº | Giapponese 「Kanji」 - Rōmaji | In onda          | In onda |
| Nº | Giapponese 「Kanji」 - Rōmaji | Giapponese       |         |
| 1  | 「5月6日～15日 せまい日本 そんなに急いでどこへ行く」 - Go-gatsu rokku-nichi ~ go-gatsu jū-go-nichi semai Nippon sonnani isoide doko e iku「5月16日～18日 どこでもでっかいどー」 - Go-gatsu jū-roku-nichi ~ go-gatsu ju-hachi-nichi doko demo Dekkaidō | 5 ottobre 2012   |         |
| 2  | 「5月18日～19日 上からゆのさま」 - Go-gatsu jū-hachi-nichi ~ jū-ku-nichi ue kara Yuno-sama | 12 ottobre 2012  |         |
| 3  | 「8月31日 夏休み最後の来訪者」 - Hachi-gatsu san-jū-ichi-nichi natsuyasumi saigo no raihōsha「9月1日 おかしもち」 - Ku-gatsu tsuitachi okashi Mochi                                                                                                   | 19 ottobre 2012  |         |
| 4  | 「9月15日 勝利のシャッターチャンス!!勝つのは宮子だ!!」 - Ku-gatsu jū-go-nichi shōri no shattā chansu!! Katsu no wa Miyako da!! | 26 ottobre 2012  |         |
| 5  | 「9月17日～19日 ナズナゴハン」 - Ku-gatsu jū-shichi-nichi ~ jū-ku-nichi Nazuna gohan「9月28日 マヨナカノリスケ」 - Ku-gatsu ni-jū-hachi-nichi mayonaka Norisuke                                                                                       | 2 novembre 2012  |         |
| 6  | 「9月25日 おしゃべりスケッチ」 - Ku-gatsu ni-jū-go-nichi oshaberi sukecchi「9月29日～30日 ヒロさん」 - Ku-gatsu ni-jū-ku-nichi ~ san-jū-nichi Hiro-san                                                                                                | 9 novembre 2012  |         |
| 7  | 「10月5日～6日 パンフコンペッペ」 - Jū-gatsu itsuka ~ muika panfu konpeppe「10月6日～8日 ひみつのデート」 - Jū-gatsu muika ~ yōka himitsu no dēto | 16 novembre 2012 |         |
| 8  | 「10月11日,30日 恐怖! やまぶき祭 準備編」 - Jū-gatsu jū-ichi-nichi, san-jū-nichi kyōfu! Yamabukisai junbi-hen「11月3日 怪奇! やまぶき祭 当日編」 - Jū-ichi-gatsu mikka kaiki! Yamabukisai tōjitsu-hen                                                 | 23 novembre 2012 |         |
| 9  | 「11月10日 ほほえみがえし」 - Jū-ichi-gatsu tōka hohoemi gaeshi | 30 novembre 2012 |         |
| 10 | 「12月2日 学べる雪合戦」 - Jū-ni-gatsu futsuka manaberu yukigassen「12月15日 ひだまり応援団」 - Jū-ni-gatsu jū-go-nichi Hidamari ōendan | 7 dicembre 2012  |         |
| 11 | 「12月22日 お姉ちゃんだったのですね」 - Jū-ni-gatsu ni-jū-ni-nichi onee-chan datta no desu ne「12月21日～12月24日、うろおぼえうた」 - Jū-ni-gatsu ni-jū-ichi-nichi ni-jū-yokka urooboe uta                                                            | 14 dicembre 2012 |         |
| 12 | 「12月31日～1月1日、ゆく年くる年」 - Jū-ni-gatsu san-jū-ichi-nichi ichi-gatsu tsuitachi yuku toshi kuru toshi | 21 dicembre 2012 |         |

##### Hidamari sketch: Sae & Hiro's Graduation Arc
| Nº | Giapponese 「Kanji」 - Rōmaji                                                                      | Prima edizione   | Prima edizione |
| Nº | Giapponese 「Kanji」 - Rōmaji                                                                      | Giapponese       |                |
| 1  | 「2月1日~20日 受験スケッチ」 - Ni-gatsu tsuitachi ni-jū-nichi juken suketchi                       | 27 novembre 2013 |                |
| 2  | 「2月28日~3月1日 卒業スケッチ」 - Ni-gatsu ni-jū-hachi-nichi san-gatsu tsuitachi sotsugyō suketchi | 27 novembre 2013 |                |

### Light novel
Due light novel scritte da Chabō Higurashi e illustrate da Ume Aoki sono state pubblicate da Hōbunsha sotto l'etichetta Hōbunsha KR Bunko. Il primo volume è uscito il 31 marzo 2007 e si intitola Hidamari sketch Novel: Yōkoso Hidamari-sō e (ひだまりスケッチノベル ようこそひだまり荘へ?) mentre il secondo è stato pubblicato il 30 settembre dello stesso anno con il titolo Hidamari sketch Novel: Hidamari School Life (ひだまりスケッチノベル ひだまりSchool Life?). Le light novel non sono un adattamento del manga bensì prendono quest'ultimo solo come riferimento.

### Videogioco
Un videogioco sviluppato da Idea Factory intitolato Hidamari sketch Dokodemo Sugoroku × 365 (ひだまりスケッチ どこでもすごろく×365?) è stato pubblicato per Nintendo DS il 12 febbraio 2009. Il titolo è molto simile ad un gioco da tavolo, più precisamente il sugoroku, dove sono presenti delle caselle, ognuna delle quali rappresenta un mese dell'anno scolastico di Yuno. A seconda della casella in cui i personaggi finiscono, dovranno affrontare un minigioco differente a seconda del caso, avere dei mini dialoghi e partecipare ad eventi più o meno importanti che si baseranno sulle vicende presenti nell'anime. I punti vengono accumulati durante tutto l'anno ed alla fine di quest'ultimo verrà reso noto il personaggio vincente; i punti ottenuti possono essere utilizzati per sbloccare degli oggetti nei menu extra.

## Accoglienza
In un sondaggio condotto nel 2018 dal sito web Goo Ranking, gli utenti giapponesi hanno votato i loro anime preferiti usciti nel 2008 e Hidamari sketch × 365 è arrivato al primo posto con 628 voti.